# Robert Villatte des Prûgnes
Pour les articles homonymes, voir Villatte.
Robert Villatte des Prûgnes, né le 16 avril 1869 à Montluçon (Allier) et mort le 24 février 1965 au château des Prugnes, à Vallon-en-Sully (Allier), est un ingénieur agronome, officier supérieur de réserve et écrivain français, qui a beaucoup publié sur la chasse, la pêche et les choses de la nature.

## Biographie
Jean-Baptiste Augustin Robert Villatte des Prugnes est né dans une famille d'ancienne bourgeoisie originaire du Berry et du Bourbonnais, issue d'un notaire de Saint-Amand en 1640. il est  le fils d'Albert Villatte des Prugnes (1845-1920), maire de Chazemais de 1878 à 1888 et plus tard maire de Nassigny, et de Thérèse Grozieux de Laguérenne. Il est né le 16 avril 1869 à Montluçon, boulevard du Collège.
En 1885, muni d'un diplôme d'ingénieur agronome, il prend en charge l'exploitation agricole du château des Prûgnes, à Vallon-en-Sully, qui avait été acheté en 1810 par son arrière-grand-père Jean Baptiste Amable Villatte (1780-1864) ; il passe aux Prûgnes la plus grande partie de sa vie. Il fait la Grande Guerre comme chef d'escadron d'artillerie. Sa conduite courageuse et ses qualités d'officier lui valent plusieurs citations ; il reçoit la Légion d'honneur le 14 avril 1917 et il est promu officier le 16 mars 1921.
Comme exploitant agricole et éleveur, il participa à l'amélioration des bovins de race charolaise et des porcs de race bourbonnaise. Il constitua un herbier de 304 planches, composé en majorité de plantes d'Auvergne. Il était président du comice agricole de Montluçon. Le 9 février 1921, il fut élu membre correspondant de l'Académie d'agriculture de France.

## Distinctions
- Commandeur de la Légion d'honneur (8 juillet 1932)[4]
- Croix de guerre 1914–1918
- Officier d'académie
- Chevalier de l'ordre du Mérite agricole

## Publications
- À la billebaude[5], préface de Louis Ternier, Paris, Émile Nourry, 1909, 200 pages.
- L'alouette, sa légende, ses mœurs, sa chasse, Paris, Émile Nourry, 1909, 32 pages.
- La vie rustique, Moulins, Crépin-Leblond, 1913, 238 pages.
- Calendrier du cultivateur bourbonnais, Montluçon, 1904, 127 pages.
- Les chasses au marais, Paris, Émile Nourry, 1929, 204 pages (2e éd., Moulins, Crépin-Leblond, 1947, 258 pages, illustrations de Jacques Penot ; 3e éd., Moulins, Crépin-Leblond, 1954, 194 pages, illustrations.).
- Les chasses au bois, Moulins, Crépin-Leblond, 1930, 214 pages.
- Les chasses en plaine, Moulins, Crépin-Leblond, 1931, 276 pages, réédité en 1952 avec illustrations de Roger Reboussin.
- Pêcheurs, pêchons !, Moulins, Crépin-Leblond, 1931, 253 pages.
- La Vènerie bourbonnaise. Histoire anecdotique des veneurs, chasseurs, piqueurs, chevaux et chiens illustres d'autrefois et d'aujourd'hui, illustrations de Coutisson des Bordes Moulins, Crépin-Leblond, 1933, 245 pages, ill.
- En Bourbonnais. Ma vieille maison rose, autour, dedans, alentour, préface d'Augustin Bernard, Moulins, Crépin-Leblond, 1945, 202 p.[6].
- La chasse à tir, éd du Grelot d'Or, 1947, 93 pages.
- Les chasses à courre, préface du baron de Champchevrier, illustration de Coutisson des Bordes, Moulins, Crépin-Leblond, 1948, 214 pages, illustrations.
- En Bourbonnais. La cuisine, préface d'Édouard de Pomiane, Moulins, Crépin-Leblond, 1949, 118 pages, illustrations.
- Les temps ne sont plus… Souvenirs de vingt-cinq années de vénerie, illustrations de Guy Arnoux, Moulins, Crépin-Leblond, 1951, 144 pages.
- Les chasses à la bécasse, illustrations de Charles-Jean Hallo, Moulins, Crépin-Leblond, 1951, 128 pages.
- Les chasses au petit gibier. Alouettes, grives et merles, illustrations de Charles-Jean Hallo, Lajarrige, Pénot et Reboussin, Moulins, Crépin-Leblond, s. d. [1952]
- « Au loup ! », Revue des deux Mondes, septembre 1956.